# 거창 갈계리 은진임씨 정려각
거창 갈계리 은진임씨 정려각(居昌 葛溪里 恩津林氏 旌閭閣)은 대한민국 경상남도 거창군 북상면 갈계리에 있는 정려각이다. 2008년 2월 5일 경상남도의 문화재자료 제434호로 지정되었다.

## 개요
갈계리 정려각은 조선 명종 계해(1563)년에 안음 현감 박응순이 임훈, 임운 형제의 효행을 널리 알려 생전에 내려진 생정려 2위와 순조 임진년(1832)에 정려된 임한신과 한신의 처 고령 박씨, 고종 28년 신묘년(1891)에 정려된 임경원, 광무 9년(1905)에 정려된 임지예를 추가하여 모두 6위의 정려를 모시는 정려각이다. 하지만 6위의 정려 현판은 물론 정려기 현판도 전해지지 않고 현재 6기의 비석이 서있다. 이 정려각의 초창은 1564년 현감 이효언의 주도로 이루어졌으며 1600년에 중수가 있었다고 하나(정온의 정려각중수기) 현존 건물은 1905-1910년경에 지어진 것으로 보인다.
갈계리 정려각은 정면 3칸 측면 1칸의 겹처마 맞배집이다. 다진 지반위에 통돌로 초석을 놓고 아래는 방형으로 위는 육각으로 깎아 그 위에 굵은 원주를 세웠다. 벽체는 배면은 판벽, 좌우면은 중방상부 살창 중방하부 판벽으로 하였고 정면은 중방상부 살창 중방하부 교살로 처리하여 환기를 고려하고 정면성을 살렸다. 내 2출목 외 1출목의 공포를 두고 주칸 사이에도 공간포를 두었으며 이를 위하여 창방위에 평방을 올렸다. 앙서형의 초익공식이며 익공위에는 대들보 끝단에 붙인 봉두가 올려져있다. 가구는 3량 구조형식으로 대들보 위 사각형의 판재에 초각한 판대공을 세워 종도리를 받게 한 형식이며 천장 측면은 빗천장으로 하고 종도리와 가로부재(중도리) 사이를 연결하여 우물반자 천장으로 처리하였다. 처마끝은 막새로 처리하였고 양측면에 풍판을 달았다. 외곽은 협문과 토석혼축 한식담장으로 경계를 지웠다.
정려 현판 없이 비석으로만 남아 정려각의 요건으로는 미흡한 점이 있으나 건축물의 규모와 양식적 완성도는 경남지역에서 유례를 찿기 어려울 만큼 수준 높은 건축물이다. 또한 학자이자 효자로 이름 높은 임훈, 임운 형제와 관련된 인물유적이기도 하므로 문화재자료로 지정하여 후손에 대한 전통문화 교육자료와 건축역사 연구자료로 보존함이 마땅하리라 사료된다.

## 참고 문헌
- 거창갈계리은진임씨정려각 - 국가유산청 국가유산포털